# Du rififi chez les hommes
Du rififi chez les hommes is een klassieke heistfilm uit 1955, geregisseerd door Jules Dassin.

## Verhaal
Net terug na vijf jaar gevangenis beraamt Tony le Stéphanois samen met Jo, Mario en Cesare een perfect plan om juwelen te stelen van een bekende juwelier in Parijs.

## Rolverdeling
| Acteur           | Personage                          |
| ---------------- | ---------------------------------- |
| Jean Servais     | Tony le Stéphanois                 |
| Carl Möhner      | Jo le Suedois                      |
| Robert Manuel    | Mario Ferrati                      |
| Janine Darcey    | Louise le Suedois                  |
| Pierre Grasset   | Louis Grutter aka Louis le Tatoué  |
| Robert Hossein   | Remi Grutter                       |
| Marcel Lupovici  | Pierre Grutter                     |
| Dominique Maurin | Tonio le Suedois                   |
| Magali Noël      | Viviane                            |
| Marie Sabouret   | Mado les Grands Bras               |
| Claude Sylvain   | Ida Ferrati                        |
| Jules Dassin     | Cesar le Milanais (als Perlo Vita) |